# لين واليس
لين واليس (بالإنجليزية: Lynn Wallis)‏ هي مديرة فنية ‏ بريطانية، ولدت في 11 ديسمبر 1946.